# ジャンボフェリー
ジャンボフェリー株式会社（Jumbo Ferry Co.,Ltd.）は、神戸市中央区に本社を置く海運会社。兵庫県神戸市の神戸新港第3突堤と香川県小豆島町の坂手港、高松市の高松東港を1日4往復、約4時間で結ぶフェリー航路を運航している。

## 沿革
- 1969年11月20日[1] - 関西汽船と加藤汽船の共同運航により、神戸港・東神戸フェリーセンター（青木港） - 高松東港間を結ぶ「ジャンボフェリー」が就航。1日10往復。関西汽船の六甲丸（初代）・生駒丸（初代）と、加藤汽船のこんぴら・りつりんの4隻全てが双胴船。名称は就航船が世界最大級の双胴船であることに由来する[2]。
- 1989年12月26日 - 内装のレベルを向上させ、単胴船としたこんぴら2（加藤汽船）が就航し、こんぴらが退役。
- 1990年 - 内装のレベルを向上させ、単胴船とした六甲丸 (2代)・生駒丸 (2代)（関西汽船）が就航し、六甲丸（初代）・生駒丸（初代）が退役。
- 1990年7月11日 - りつりん2（加藤汽船、こんぴら2と同型）が就航し、最後に残った双胴船であったりつりんが退役。
- 1995年1月17日 - 阪神・淡路大震災で神戸港が被災し約2週間休航。その間、加藤汽船2隻が交替で、被災した東神戸フェリーセンターに着岸し、青木地区の被災者に船内浴室を無料開放し、お風呂シップとして活動[3]。
- 1998年4月10日  - 同月5日の明石海峡大橋の供用開始に伴い、関西汽船が撤退。六甲丸（2代目）・生駒丸（2代目）が退役。加藤汽船の単独運航で、所有船2隻による1日5往復の運航を継続。

- 1999年3月 - 神戸のりばが、神戸港東神戸フェリーセンターから新港第3突堤に移転。
- 2003年10月1日 - ジャンボフェリー株式会社設立。撤退する加藤汽船から「ジャンボフェリー」の航路運営を引き継き、同航路の運航を継続。

- 2009年7月1日 - ダイヤ変更。1往復を休航とし、一日4往復に減便。
- 2011年3月 - 同月11日に発生した東日本大震災（東北地方太平洋沖地震）で、宮城県石巻市に社員を派遣するとともに、支援物資（3600食分）をバスで送る[4]。
- 2011年
  - 7月6日 - 1日上り下り計8便のうち5便を坂手港（小豆島）経由とし、神戸-小豆島を結ぶ定期フェリー航路（1日3往復）を開設。同航路の愛称を「小豆島ジャンボフェリー」とする[5]。阪神地区と小豆島を結ぶ毎日運航の定期フェリー航路[注釈 1]は、1995年の廃止以来16年ぶりの復活となる[6]。
  - 10月26日 - 香川県小豆島町が、小豆島（坂手）～神戸間の定期フェリー航路の就航3カ月間の経済波及効果を公表。7月～9月の利用者は約5万人、そのうち約70％が観光目的で利用し、島内への観光関連消費額は3億円[7]。
- 2012年4月20日 - 小豆島坂手港に徒歩客専用の可動式乗降施設を整備。神戸・高松のりばと同様に車両と徒歩客の動線を分離して乗下船を円滑化[8]。
- 2013年
  - 3月23日 - 「直島ライン」を運航開始。神戸～坂手間はジャンボフェリー、坂手～直島間は高速船[9]。
  - 4月24日 - 高松 - 小豆島間航路「小豆島ライン」を設定し、同区間のみの利用も可能となる。ただし坂手港の自動車昇降設備の問題から徒歩および自転車・原付利用者のみとなる[10][11]。
  - 7月27日 - 高松 - 小豆島間航路「小豆島ライン」の車両航送と坂手港での自動車昇降設備の利用を開始[12]。
- 2014年8月1日 - 燃油サーチャージを普通車・軽自動車の利用者にも拡大。深夜・繁忙期料金を導入。
- 2019年7月5日 - 運航開始50周年を記念し記念ペイント企画「ニャンコフェリー」を開始。キャラクター「こんぴらニャンコ」「りつりんニャンコ」の制定や船首に錨マークを取り入れた猫の顔や船尾に尻尾のデザインを取り入れ2020年2月まで実施予定[2][13]。
- 2022年
  - 5月28日 - 内海造船瀬戸田工場にて、新造船の進水式が行われ「あおい」と命名されたことが発表された[14][15]。
  - 10月22日 - 下り第2便より「あおい」が就航[16]。同日坂手港では就航に合わせて「坂手みなとまつり」が開催された[17]。
  - 12月5日 - 1989年から運航されてきたこんぴら2が12月6日神戸発13時30分の便をもって運航を終える予定だったが、りつりん2の改装工事の遅れによりこんぴら2の引退も12月17日に延期[18]。
  - 12月17日 - 神戸港でこんぴら2のお別れセレモニーが行われ、その後、神戸港11時20分発小豆島経由高松行きが出港した[19]。

## 航路
従来から運航されている神戸 - 高松航路のうちの一部の便を小豆島坂手港に寄港させることにより、新たに神戸 - 小豆島航路を設定した。但しこの2つの航路は、別の航路という扱いになっている。なお、坂手 - 高松間の航路は寄港開始時点で開設されなかったため、坂手 - 高松間のみの乗船はできないことになっていた。その後、坂手港の地元自治会からの要望を受けて小豆島 - 高松港航路の設定が決まり、この区間のみの利用も可能となる。
神戸 - 高松航路のうちの神戸発2・3便(休日ダイヤは4便も経由する)と、高松発2・3・4便が坂手港経由となっている。夜行となる神戸発1便は高松へ直行し折返し高松発2便で坂手港まで利用可能とする変則的な扱いとなる。ただし、この運航パターンは、繁忙期、ドック入りなどにより変更される場合がある。
運用が2隻のみのため、いずれかがドック入りすると特別ダイヤとなり、1日2便に減便され、平日は小豆島に寄港しない（ダイヤは要確認。深夜便が運休となる場合もある）。
なお、神戸と高松を結ぶ航路の一般旅客の正規運賃は、近畿地方と香川県を直接結ぶ公共交通機関では最も安価となっている。
日本海運と四国フェリーが「ニュージャンボフェリー」として参入していた時期もあった。同じ接岸設備、発券所、待合所を使用していたが、四国フェリー便の高松側発券所、待合所は別の建物を設けていた。
- 神戸 - 高松航路（神戸港（新港第3突堤） - 高松東港）
  - 毎日4往復運航。
  - 所要時間： 4時間15分
  - ただし小豆島経由便は4時間40分～45分となっている。

- 神戸 - 小豆島航路（神戸港（新港第3突堤） - 坂手港）
  - 平日3往復、土日祝日は4往復運航。
  - 所要時間： 3時間10分
  - ただし高松経由の夜行便は約6時間と十分な睡眠時間が確保できる設定となっている。

- 小豆島 - 高松航路（坂手港 - 高松東港）- 2013年4月24日より運航
  - 毎日2.5往復運航（坂手発2便、高松発3便）。多客時にはフェリー1便（坂手発）、高速艇1往復を増発。
  - 所要時間： 1時間15分（フェリー）、40分（高速艇）
  - 高速艇については、サンポート高松の県営桟橋発着となる。運賃はフェリーも高速艇も同額。

## 船舶
使用船舶は2隻であり、いずれも船体はドック型揚陸艦のように船橋を前方部に集約配置したユニークな形状をしている。2階車両甲板の大部分は露天であり、そのため全長・全幅が同規模のほかのフェリーと比較して総トン数が500トン程度小さくなっている。
- りつりん2
1990年7月竣工、2000年、2022年改造。3,664総トン、全長115.91m、幅20.00m、馬力24,000PS、航海速力18.5ノット。
旅客定員475名。車両積載数：トラック（8t換算）61台。林兼船渠建造。
- あおい
2022年9月竣工、同年10月22日就航。5,200総トン、全長132m、幅21.00m、航海速力18.5ノット。
旅客定員620名。車両積載数：トラック（8t換算）84台。内海造船瀬戸田工場建造。

### 船内設備

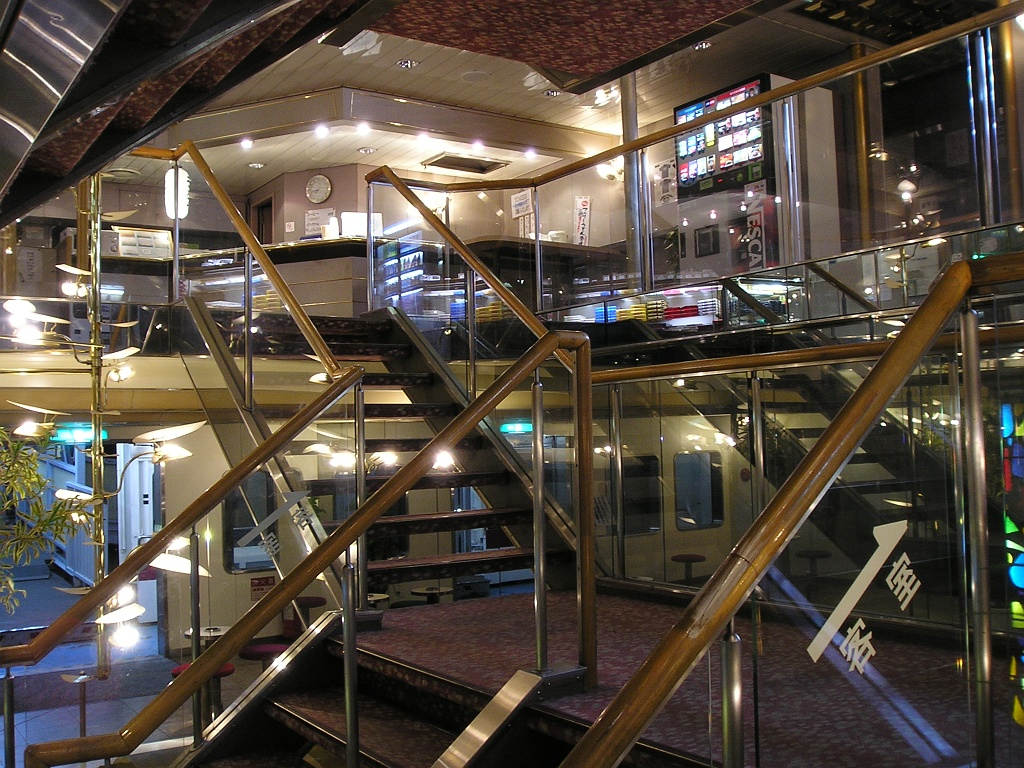
エントランス（りつりん2）

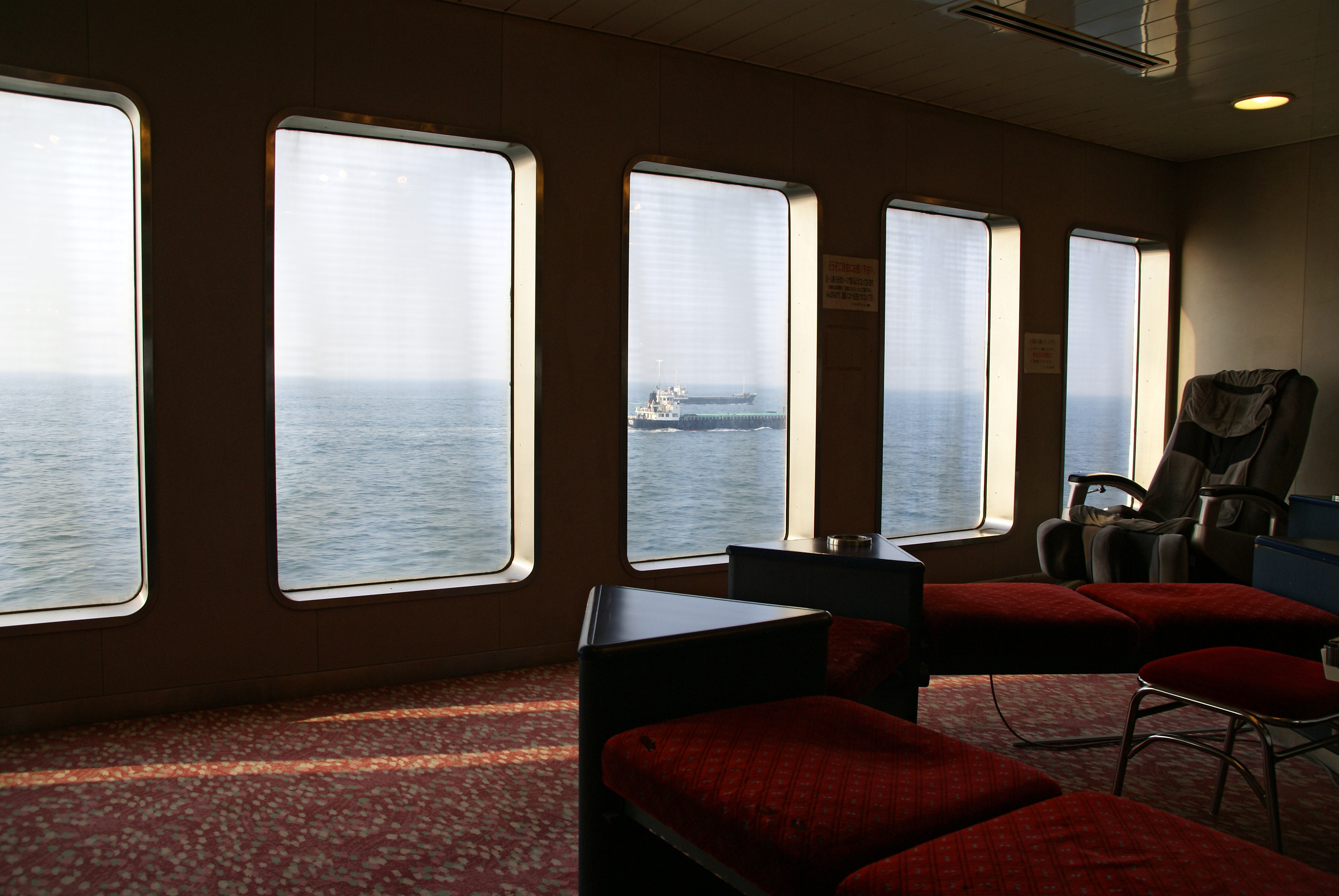
船内（こんぴら2）

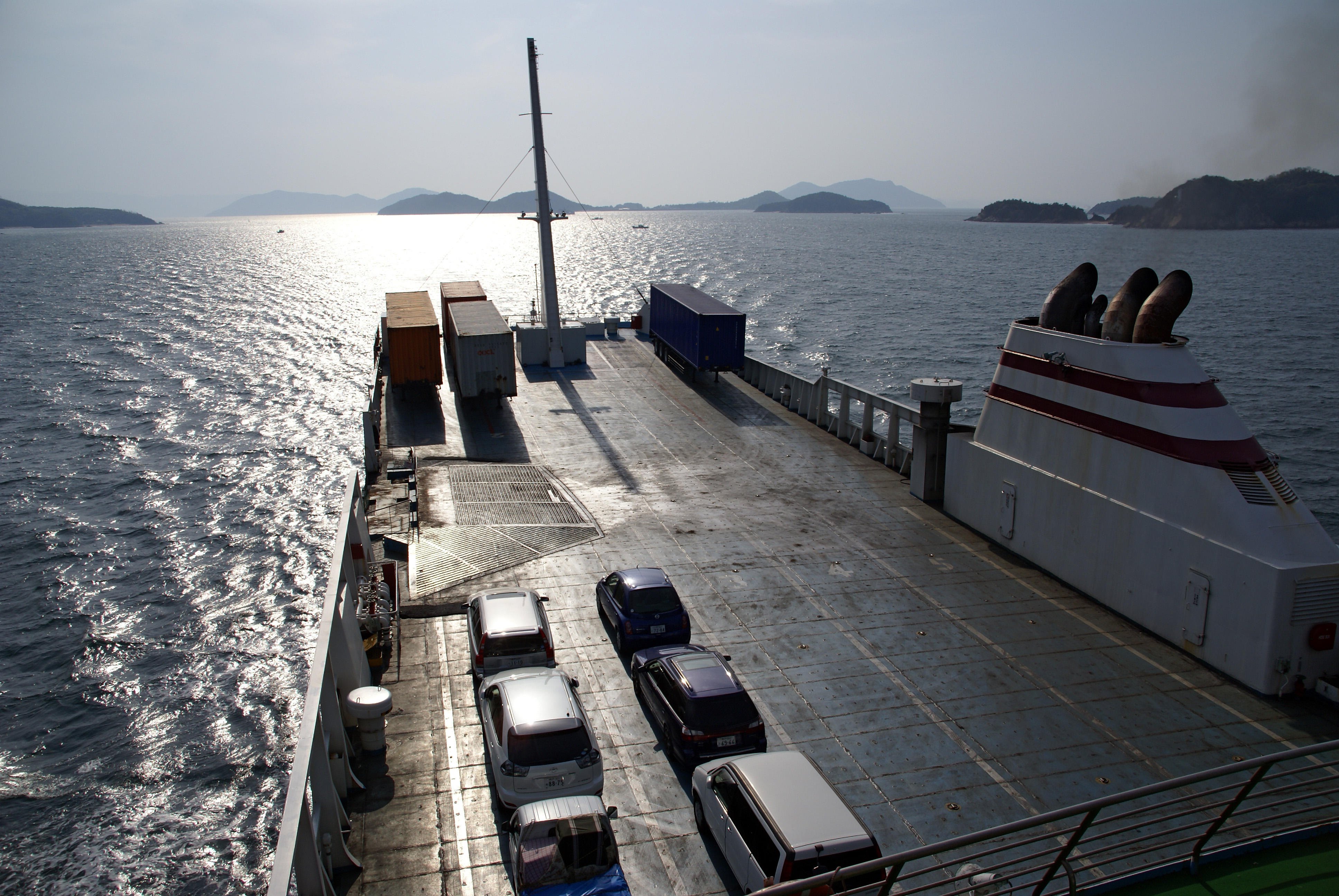
車両甲板（りつりん2、操舵室から撮影）

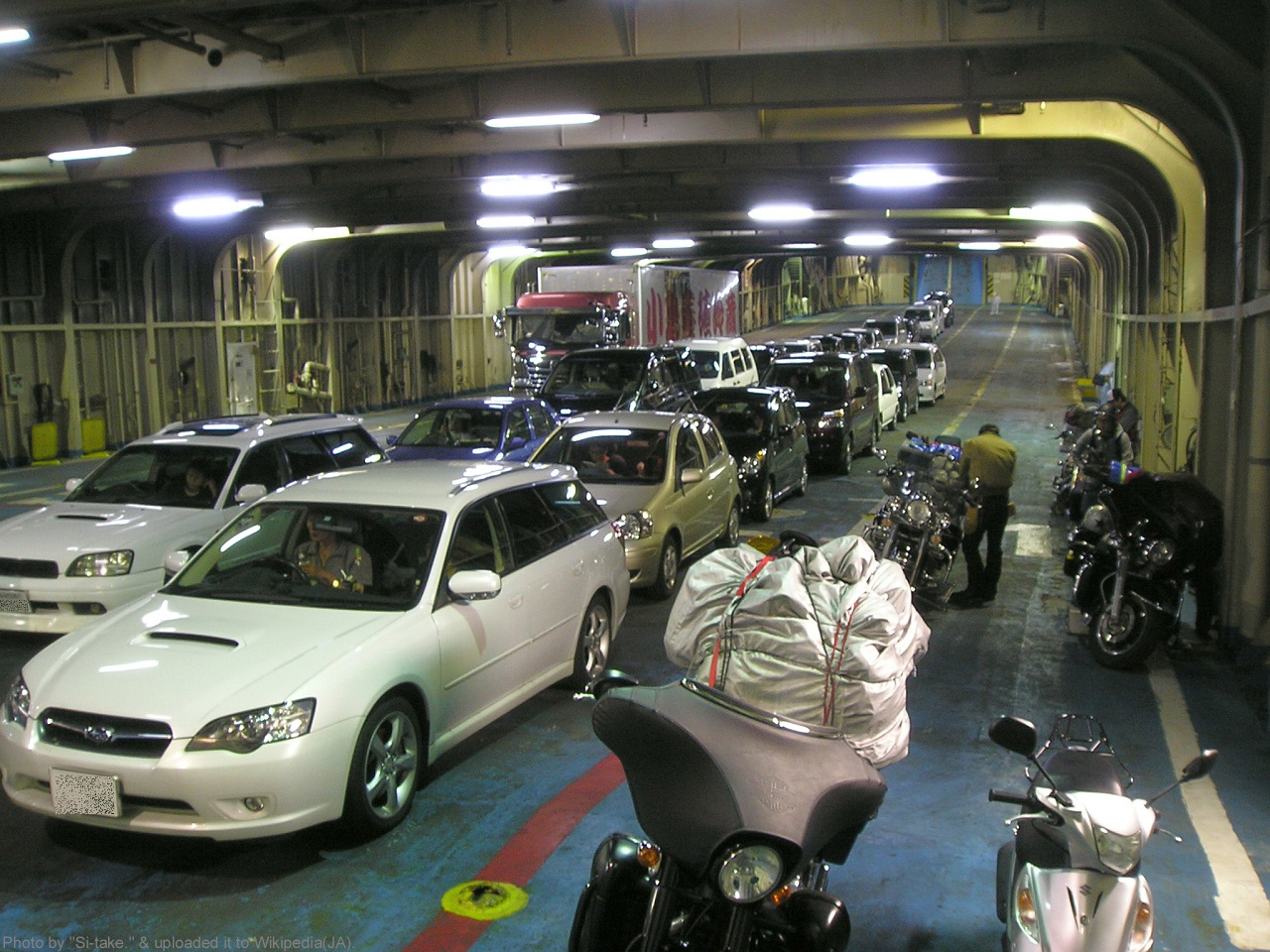
車両甲板（こんぴら2）

かつては等級別の船室だったが2022年まで等級は廃止され、モノクラスで運航していた。あおいの就航に伴い、プレミア席を導入。自由席の乗船運賃を基本料金とし、プレミア料金を上乗せすることで指定席や船内設備を利用できる形態となっている。客室内のコンセントは自由に使用可能である。
- 和室・洋室
  - 和室には、枕や毛布の備付はなく、カーペット敷に乗客各々が任意のスペースで仮眠をとる。
  - 洋室には、リクライニングシートとソファーシートがあり、ソファーシートには小机が備え付けられている。
  - 神戸港発1便（深夜便）は、別途2,500円（繁忙期3,000円）で1人用個室の利用が可能。
- レディースルーム
- チャイルドルーム
- ドライバーズルーム（大型トラックドライバー専用）
  - ベッドルーム
  - 給茶器
- 浴室・サウナ
  - りつりん2（男性専用）
  - あおい（男女浴室あり、サウナなし）

```
- コインロッカー（リターン式）あり。シャンプー・石鹸・ドライヤー等の備え付けはない（売店で購入可能）。
```

- - 洗濯機・乾燥機 - 浴室の脱衣場に設置され、有料で利用できる。洗剤は売店で販売している。
- 自動販売機 - 清涼飲料水・菓子・アイスクリームが購入可能。以前は加ト吉の冷凍スナック（自動加熱）が販売されていた。
- マッサージチェア（15分100円）
- ゲーム機コーナー（深夜便は休止） - 2020年6月時点では全便で休止中
- 展望ブリッジ
- スモーキングコーナー（甲板） ※客室内は禁煙。
- 売店 - 営業時間は就航日、便によって異なる。
  - 軽食（うどん・スナック）や菓子・ソフトクリーム（りつりん２のみ）・ジェラート（あおいのみ）・飲料・土産品およびアメニティグッズ（タオル・シャンプー・ハブラシ・空気枕など）のほか、加藤汽船の過去の就航船の絵葉書などのグッズも販売されている。

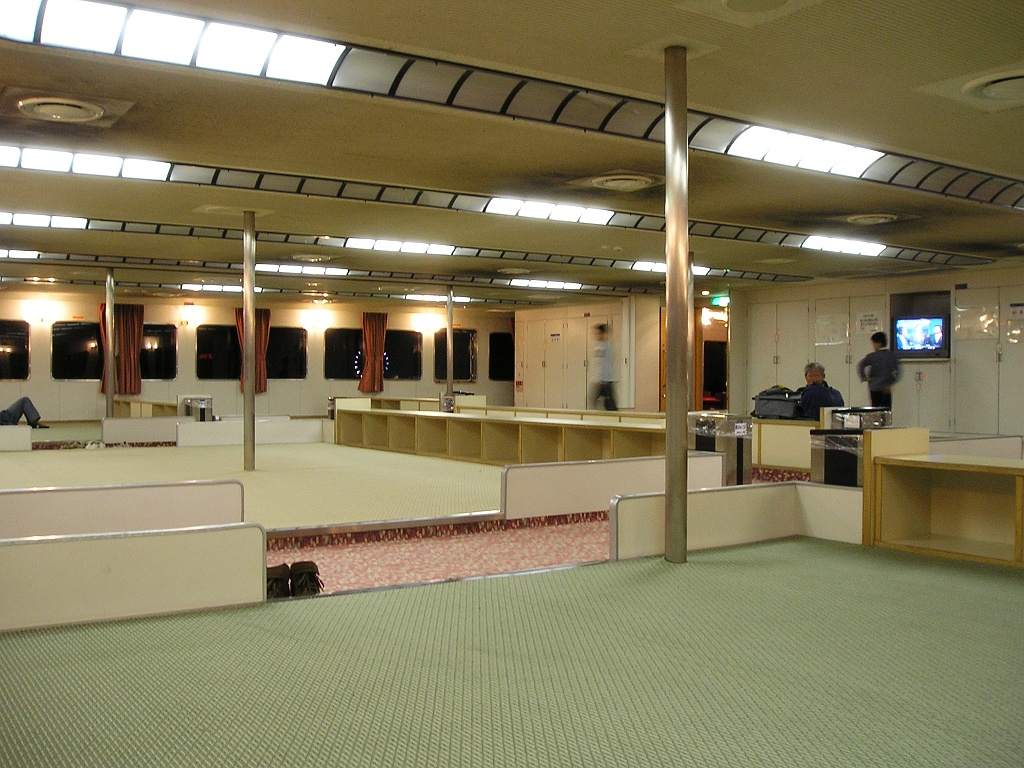
和室 (R)
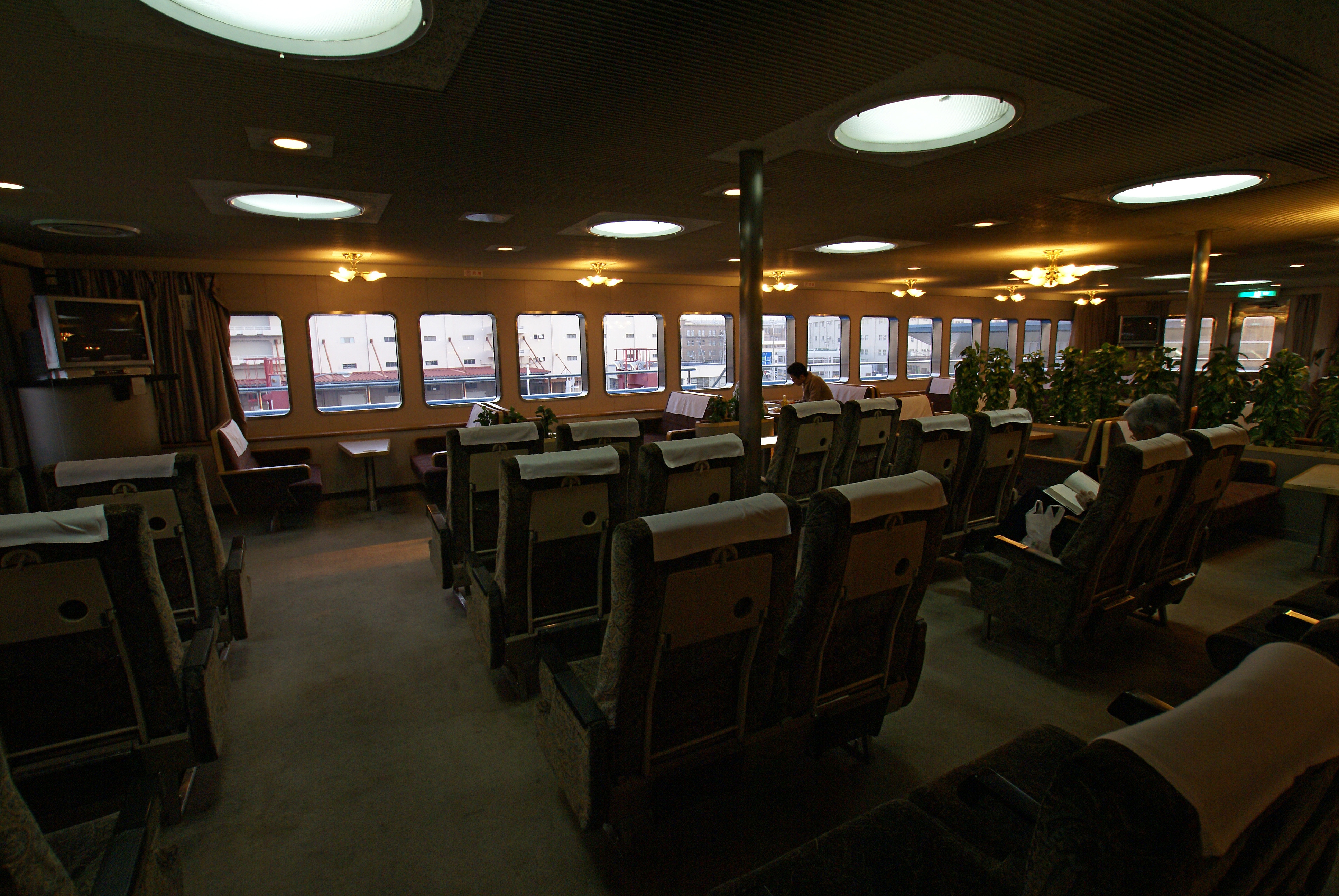
洋室 (K)
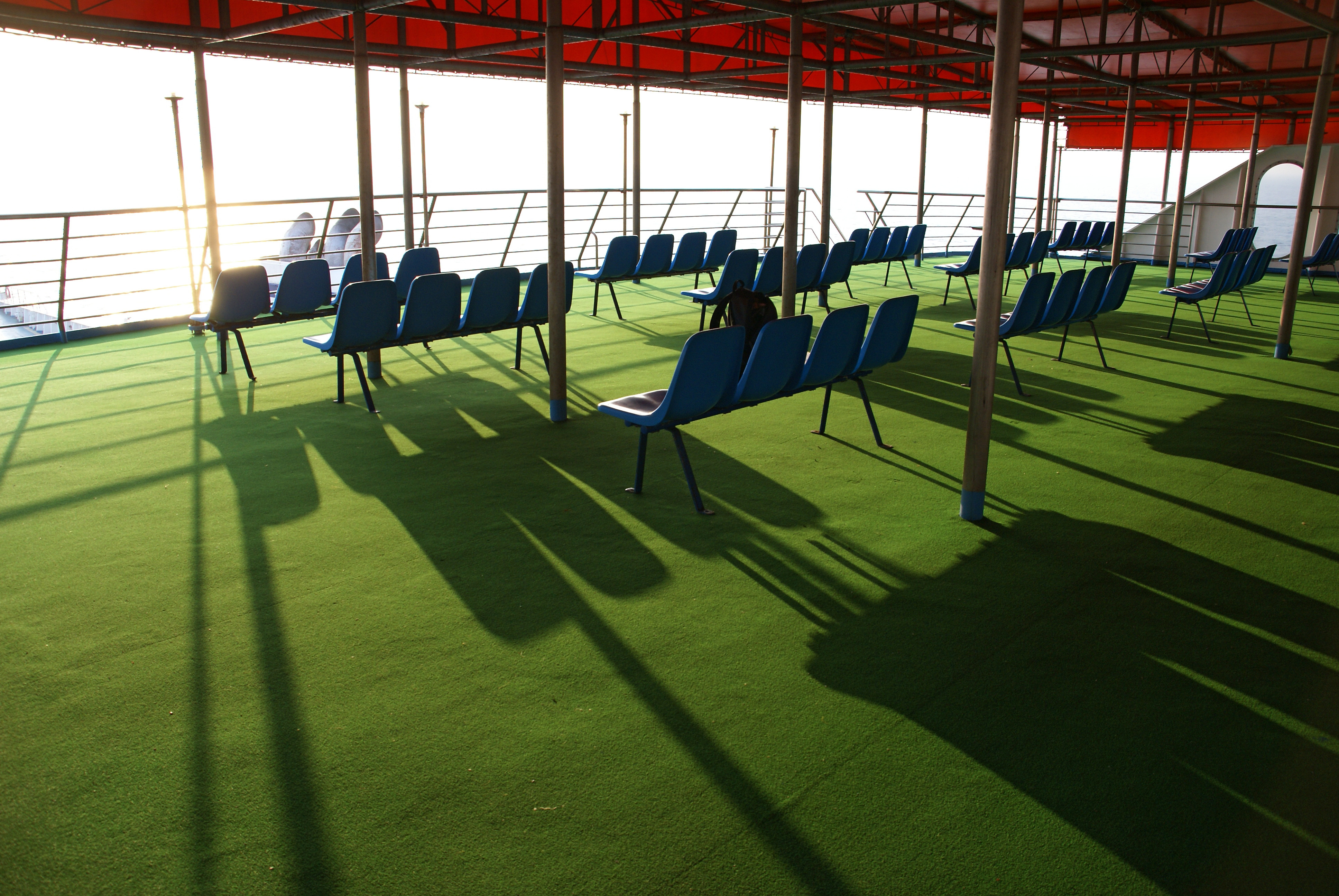
展望デッキ (K)
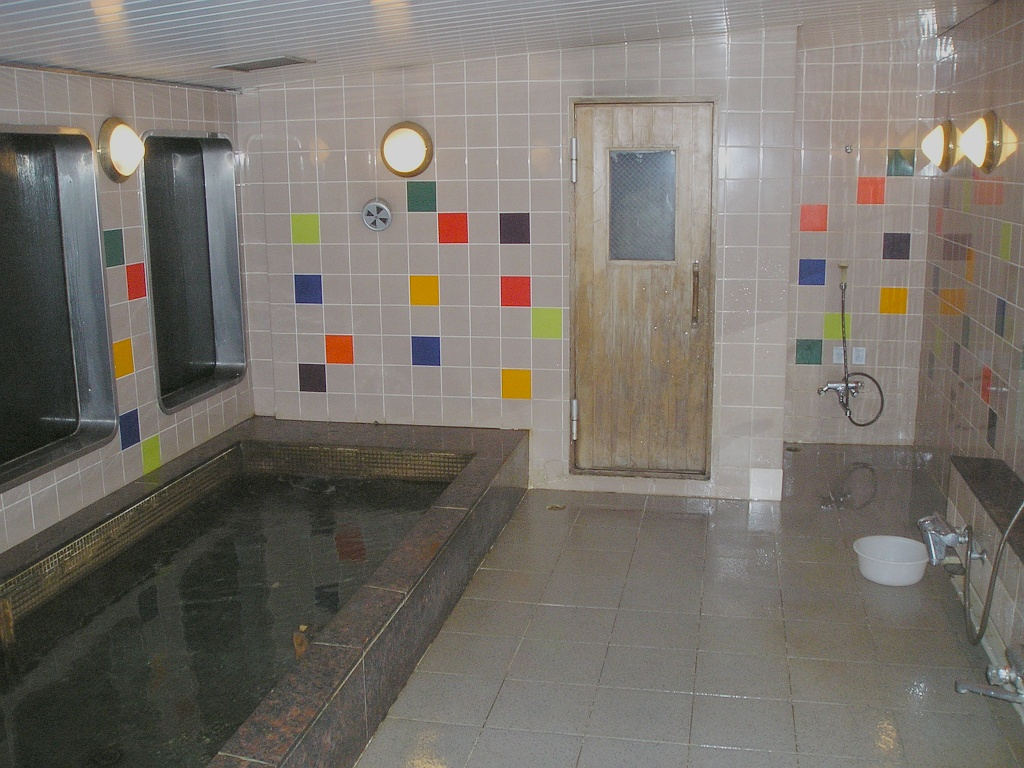
浴室 (R)

※画像説明欄：(K) - こんぴら2、(R) - りつりん2。現在は客室内での撮影は禁止

### 過去に運航されていた船舶

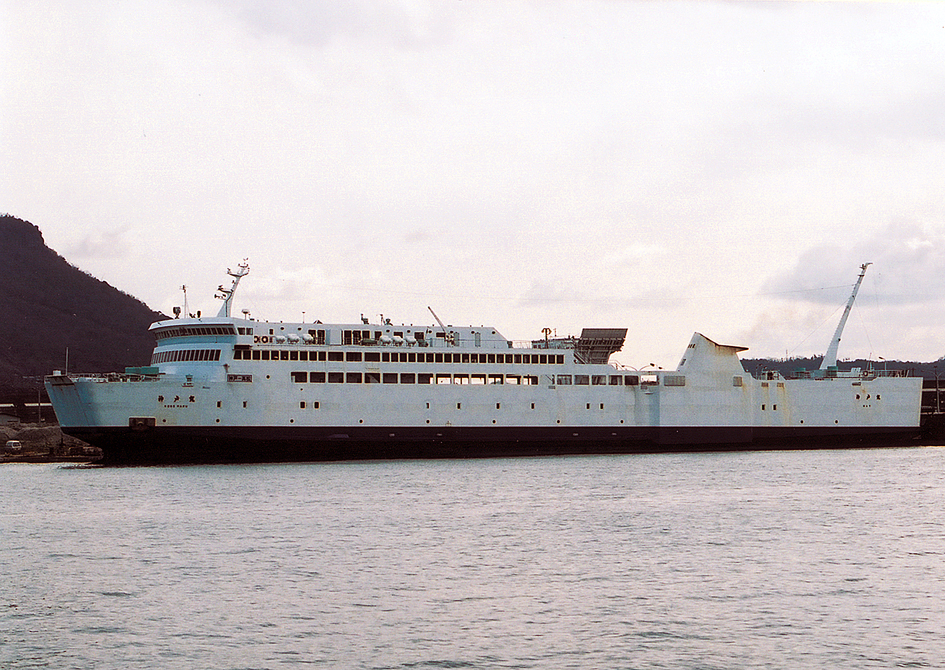
神戸丸 - 高松東港（2001年撮影）

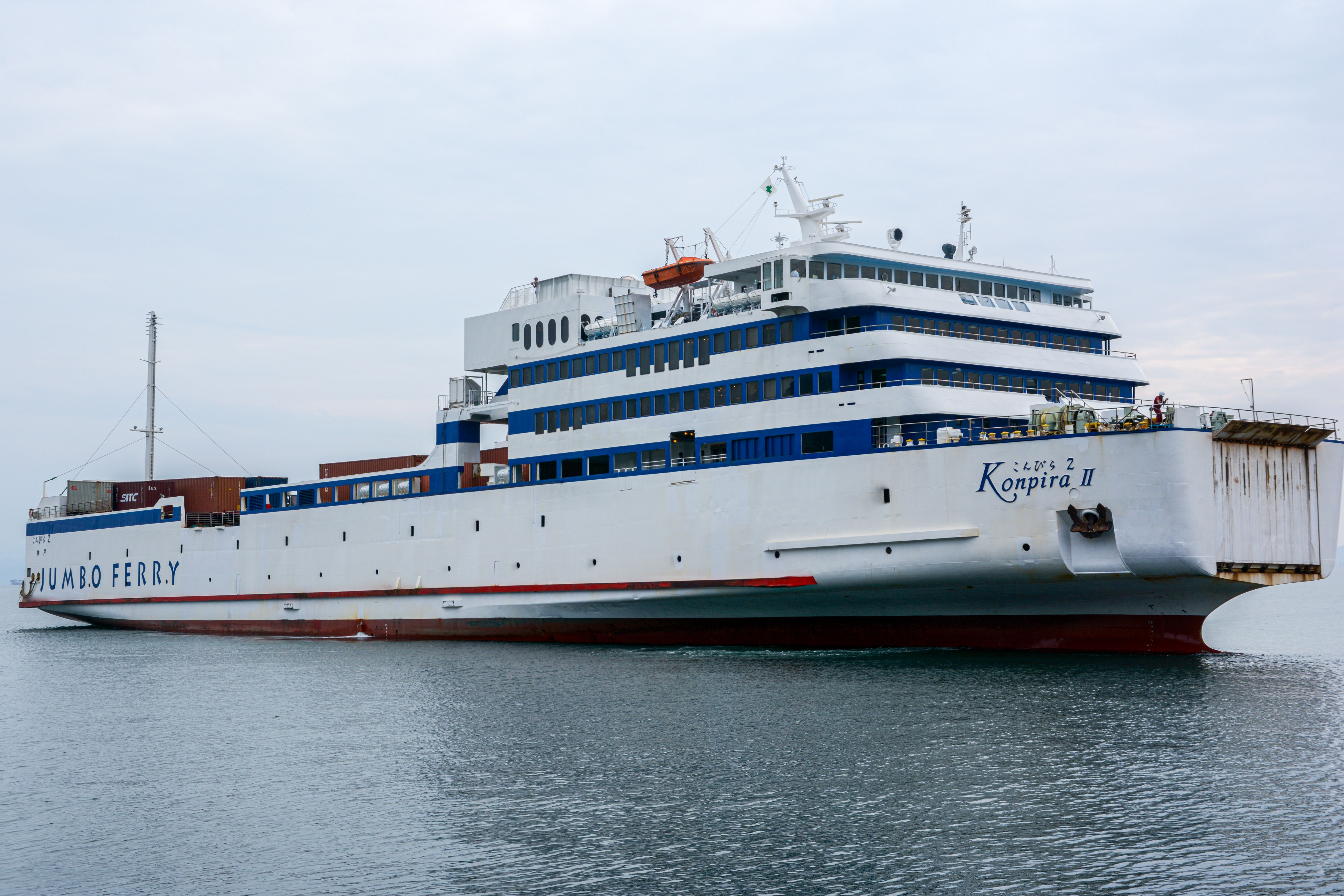
こんぴら2（2014年撮影）

- 六甲丸（初代）
- 生駒丸（初代）
- 六甲丸（2代）
- 生駒丸（2代）

以上は、関西汽船の項を参照。
- こんぴら

1969年就航。2,834総トン。全長83.5m、幅25.0m。航海速力19.0ノット。
旅客定員859名、双胴船。日本鋼管清水造船所建造。
1969年就航、1989年引退。
- りつりん

2,809総トン。全長83.5m、幅25.0m。航海速力19.0ノット。
旅客定員859名、双胴船。
1970年就航、1990年引退。
- 神戸丸神戸丸 - 高松東港（2001年撮影）

3,717総トン。全長110.50m、幅23.0m、航海速力19.5ノット。
旅客定員470名。車両積載数：乗用車50台、トラック（8t換算）60台。讃岐造船鉄工所建造。
1991年に四国フェリーに就航、1998年神戸 - 高松航路撤退後、2000年「りつりん2」火災に伴い代船として加藤汽船に就航。りつりん2復帰後は予備船となった後2003年に引退。
- こんぴら2こんぴら2（2014年撮影）

1989年12月竣工、2000年改造。3,639総トン、全長115.90m、幅20.00m、馬力24,000PS、航海速力18.5ノット。
旅客定員475名。車両積載数：トラック（8t換算）61台。林兼船渠建造。
2022年12月17日をもって営業航路から離脱した。
2023年2月19日 - こんぴら2がバングラディッシュ・チッタゴンに到着し解体　AISの記録は 18:40:54が最後の発信

## 運賃
旅客
一般大人：片道1,990円、往復3,390円→3,780円。小人：片道990円、往復1,690円→1,900円。（高松・小豆島↔神戸）
一般大人：片道700円、往復1,400円。小人：片道350円、往復700円。（高松↔小豆島）
旅客・車両の往復券は2022年10月22日上り第2便下り第2便乗船分より14日間有効から7日間有効へ変更された。
（2022年10月22日上り第2便下り第2便往路乗船分より高松・小豆島↔神戸往復運賃改定）
- 深夜・土休日ダイヤ料金大人各+500円 小人各+250円（往復の場合、行きが対象便の時のみかかり、帰りは不要）。乗用車の運転手は不要だが同乗者は必要。二輪車や自転車は運転手も必要。深夜（第1便）・土休日ダイヤの双方に該当する場合はそれぞれの料金が加算される。
- 競合する高速バスへの対応から近年、数度にわたって値下げされている。この結果、他の日本国内の定期航路と比較した場合、運航距離に比した運賃が廉価となっている。
- セット券などの企画乗船券も瀬戸内海の他の航路に比べて多様な設定がされている。※詳細は、#おもな割引制度を参照。
- かつては同乗者割引も設定されていたが、2022年10月22日上り第2便下り第2便より廃止された。

自動車
軽自動車：片道5,490円→4,990円、往復11,040円→9,980円（運転手1名の運賃を含む）＋燃油サーチャージ。（高松↔神戸）
小豆島往復13,890円
普通自動車（普通車）：片道5,990円→4,990円、往復11,390円→9,980円 （運転手1名の運賃を含む）＋燃油サーチャージ。（高松↔神戸）
小豆島往復15,790円（2022年10月22日上り第2便下り第2便より自動車運賃改定） 
- 土日祝・深夜は片道料金に+500円。燃油サーチャージは、四半期前の紙パルプ価格決定金額を基準に算定。
- 本四架橋を含めた高速道路利用と比較した場合、普通車往復で9,000円から10,000円程度割安となる計算が成り立つ。

二輪車
125cc以下：片道3,490円、往復6,480円（運転手1名の運賃を含む）。
126cc以上：片道3,990円、往復7,480円（運転手1名の運賃を含む）。
- 各々深夜・土休日利用時は料金500円が運転手の運賃に対して付加される。

自転車
大人：片道2,490円、往復4,480円（運転手1名の運賃を含む）。小人：片道1,490円、往復2,740円（運転手1名の運賃を含む）。
- 各々深夜・土休日利用時は料金500円が運転手の運賃に対して付加される。
- せとうちサイクルーズPASS（中国旅客船協会連合会が実施）を提示すると、片道340円分、往復680円分の自転車分の料金が割引される。

バス・貨物車
- 乗用車とは別立てである。長さ(m)を基準とした体系となっている。

### おもな割引制度
この航路は、マイカー、バイク、トラックにおいては高速道路（本四高速、NEXCO西日本、阪神高速）と、徒歩客においてはJRや高速バスとの競合がある。各社とも、さまざまな割引を設定しているほか、旅行商品（ツアーバス含む）などもあるため、非常に激しい競争にさらされている。そこで、同社も、さまざまな割引運賃制度や企画乗車券、セット券を展開している。特に、系列関係があるフットバス（高速バス）とのセット券は、競合する他の高速バス会社にない独自商品となっている。
一方、WILLER TRAVELが2011年7月22日から首都圏からの神戸新港フェリーターミナル発着プランを設定するなど、ツアーバスとの連携も行っている。
企画乗船券
- フェリー＆フットバスセット乗車券
  - フェリーとフットバス大阪うどん線（香川県内・鳴門西 - 湊町バスターミナル（OCAT）・南海なんばバスターミナル間）および神戸うどん線（香川県内・鳴門西 - 神戸三宮間）それぞれの片道1回券をセットにして割引した乗船（車）券。阪神間の電車運賃や、三宮駅前-フェリー乗り場間のバス料金は別途必要（徒歩でも15分程度）。
  - 3券辺構成で、上から、フェリー券、旅客控え（領収書・発行日証明欄）、バス券となっており、係員以外の切離しは無効。なお、フェリー券は乗船名簿同様の事項を記入して使用する。
- フェリー＆フットバス共通利用券（期間限定）
  - フェリーとフットバス神戸うどん線（全停留所相互間）を利用可能。3枚つづりと4枚つづりがあり、1枚でフェリー片道を、2枚でフットバス神戸うどん線片道が利用できる（バスの場合は、利用券1枚を運賃1,800円相当とみなし、利用券1枚と片道普通運賃の差額でも利用可能）。ただし、フェリーを利用できない期間がある
  - もともとはフットバス神戸うどん線誕生記念として期間限定で発売されたものだが、有効期限は何度か延長されたものの[注釈 4]、現在は通年で販売されている。
- ふね泊「あおいに泊まろう!」
  - 2025年2月20日から開始[25]。神戸発19時台の便に乗船し、高松に着いた後停泊中もそのまま船内で滞在。そして翌朝に神戸に戻るというホテルやネットカフェみたいに利用するプラン。繁忙期の期間中、または繁忙期に入る前日を除く。チェックアウト時刻は5時だが、事前申告により7時のチェックアウトが可能。

その他のセット券
- レンタカーセット券 - 神戸発のみ。一部のセット券はジャンボフェリー株式会社を旅行主催者とする募集型企画旅行扱いとなる。

### クレジットカードなどの利用
- 高松東港を含む各のりばで、PiTaPaが利用できていたが、現在は利用出来なくなっている。利用可能な電子マネーの種類は増えている。
- ETCによるチケットレス乗船の実証実験が行われていた。事前申し込みが必要で、利用登録に500円かかっていた[注釈 5]。なお、ETCでの乗船には特別割引料金が適用されていたが、同サービスのタイムズ24による本提供開始により実験サービスを終了、本格導入とはならなかった。実験終了後も実験母体であるIBAの会員証提示で同様のサービスが提供されていたが、現在は終了している。
- 乗船券の購入にはクレジットカードが利用できるが、VISA及びMasterCardのみ対応となる。例外としてイオンカードのJCBのみ利用可能だったが、2020年現在イオンカードJCBは利用不可になっている。
  - ローソンなどコンビニエンスストア（主にマルチメディアステーションによる購入）[注釈 6]では、クレジットカードが使用できる店舗ではカードブランドに関係なく利用できる。

## のりばへの交通
乗下船施設（神戸港・坂手港・高松東港）および運航船舶、バスともに、バリアフリーには対応していなかった。しかし、神戸港のフェリーターミナルが改築されたことにより待合スペースが拡充され、神戸港の乗下船施設に関しても全面バリアフリー化された。屋上にはガーデンテーブルも設置されており、展望のきいたルーフバルコニーとして誰でも自由に利用できる。
なお、高松東港には身障者用トイレを備えているほか、乗船口通路にもパイプ椅子が増設され、乗船待ちの負担も軽減されている。乗船券の購入はチケットカウンターのほか、新設された券売機からも購入できる。券売機では、乗船券のみの購入、深夜・繁忙期料金を含む乗船券、深夜・繁忙期料金だけの追加券も購入できる。船内にもエレベーターが設置され、バリアフリーに対応した。

### 神戸港

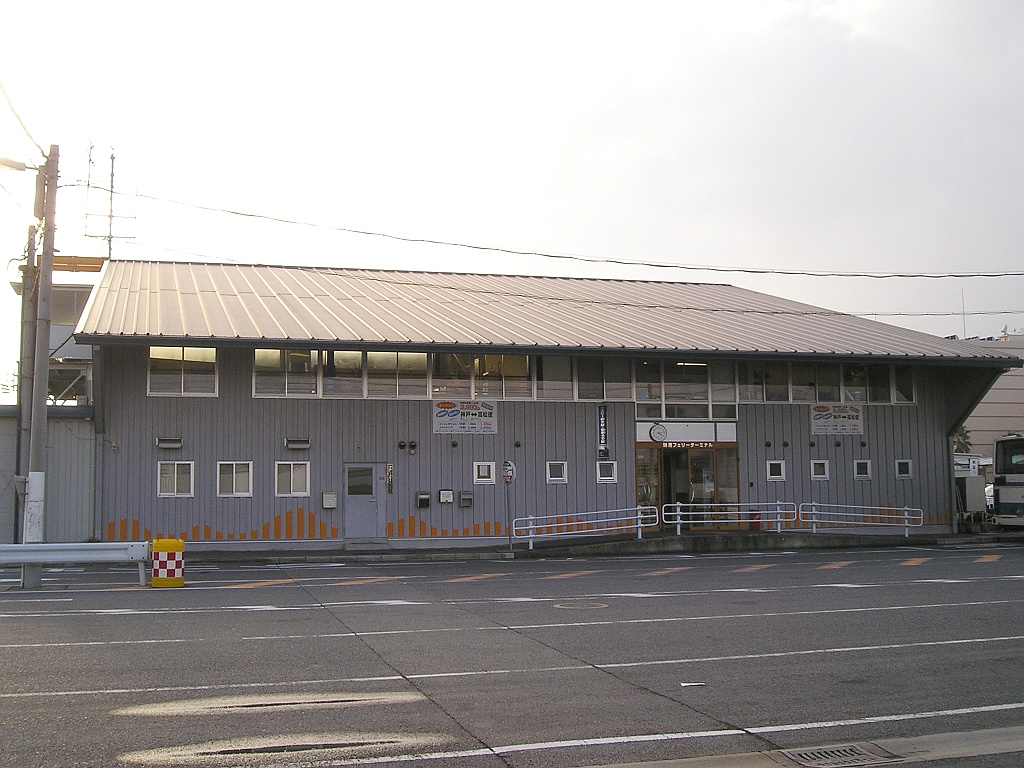
かつての神戸フェリーターミナル（現存せず）

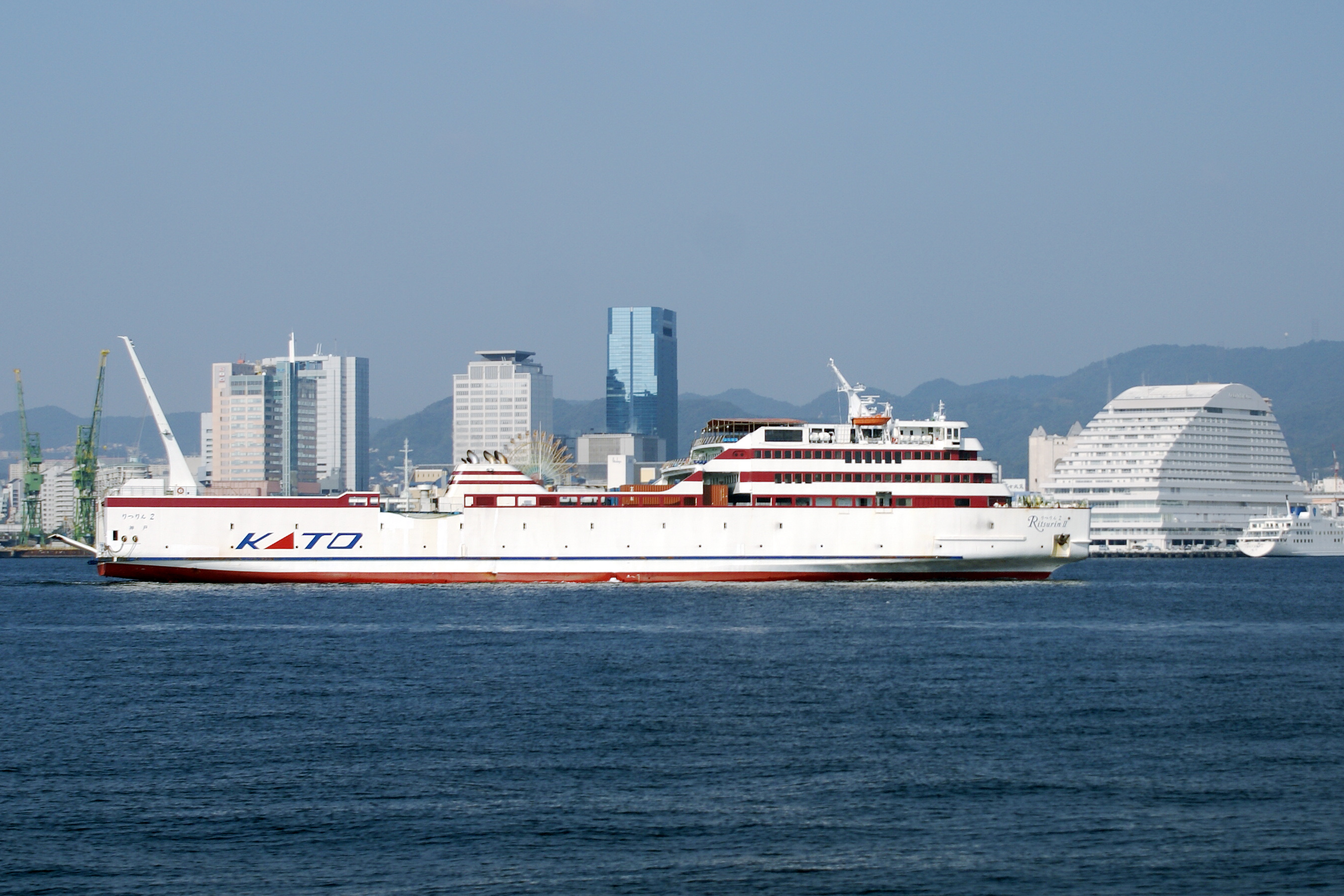
神戸港・新港第三突堤に入港する「りつりん2」

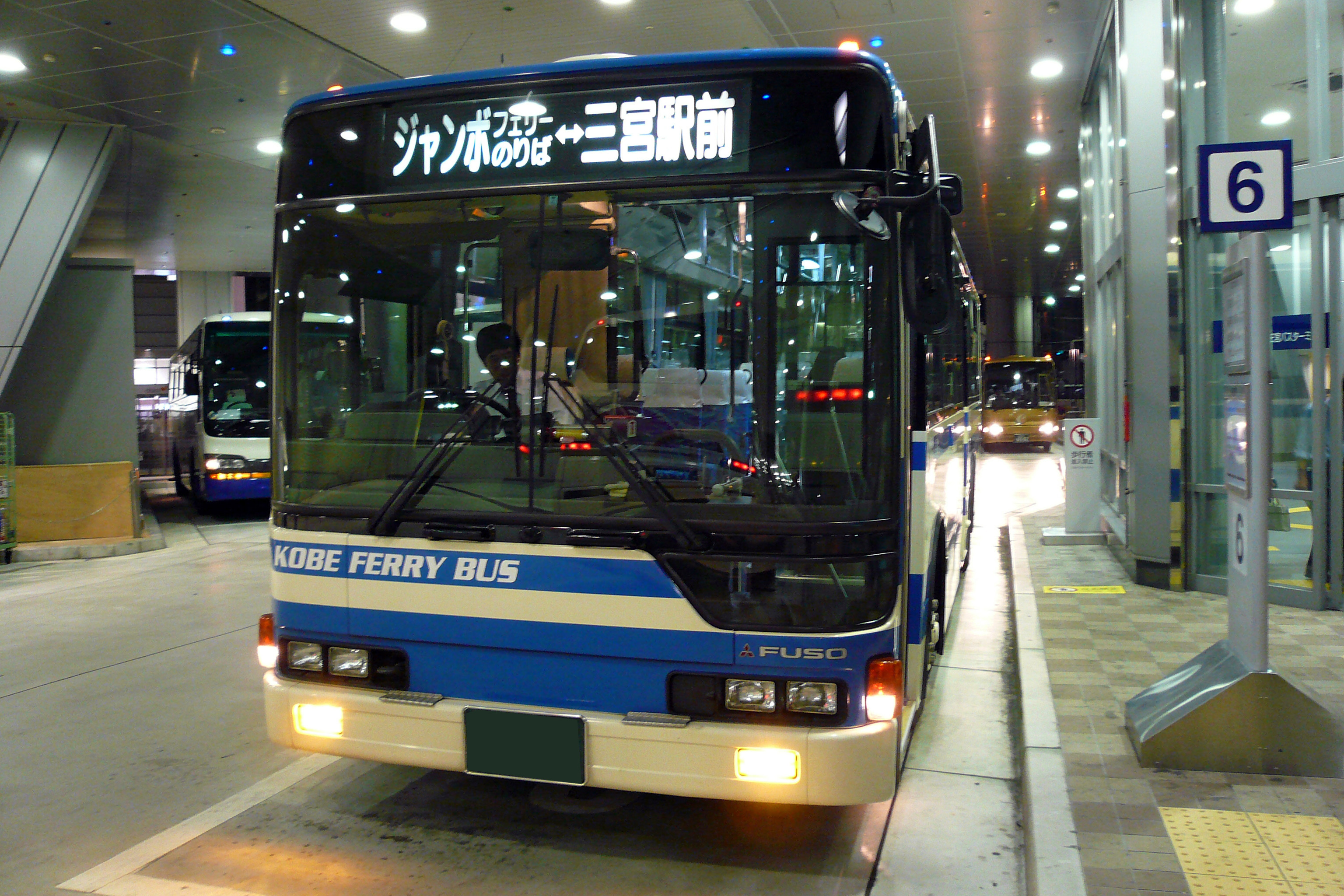
「ジャンボフェリー高松行きのりば」行きのバス - 三宮バスターミナル

神戸港・新港第三突堤（神戸三宮フェリーターミナル）
- 突堤西側にあった旧神戸フェリーターミナルに代わって東側に「神戸三宮フェリーターミナル」が建設され、2014年9月7日から供用を開始した。
- 徒歩での乗下船は、フェリーターミナルの2階から伸びるチューブ状の通路で行われる。

- 連絡バス
  - 三宮駅（三ノ宮駅）そばの三宮バスターミナル（ミント神戸）から神戸フェリーバスが運行している。
  - 高松行きの全ての便に接続している（接続時間は便によって異なる）。なお、交通渋滞や神戸着フェリーの遅れ等により三宮発が遅れる場合があるが、バスが遅れた場合でも接続予定のフェリーへ乗船できる。
  - 運賃は大人210円・小児110円。なお、船内では売店コーナーにあるガチャガチャで大人用回数券のバラ売りを200円で販売している。
- 徒歩
  - 各線三宮駅（三ノ宮駅）から神戸市役所のある大通り（フラワーロード・国道174号）を南下した突き当たりへ、徒歩約20分。
  - 神戸新交通ポートライナー 貿易センター駅から、徒歩約10分。
  - 神戸市営地下鉄海岸線 三宮・花時計前駅から、徒歩約12分。
- 路線バス
  - 神戸市営バス 税関前バス停（29系統）から、徒歩約5分。
  - 阪神バス 神戸税関前バス停（西宮神戸線）から、徒歩約8分。
  - 神戸市営バス 貿易センター前バス停（66系統）から、徒歩約10分。
  - 神戸市営バス 第五突堤バス停（101系統）から、徒歩約10 - 15分。
- タクシー
  - タクシー乗り場あり。
- おもな道路接続
  - 阪神高速道路3号神戸線 京橋出入口
  - ハーバーハイウェイ経由、阪神高速5号湾岸線
  - 山麓バイパス経由、阪神高速7号北神戸線
  - 国道2号
  - 神戸大橋（ポートアイランド・神戸空港方面）
  - 新神戸トンネル（箕谷方面）

### 高松東港
- 無料送迎バス

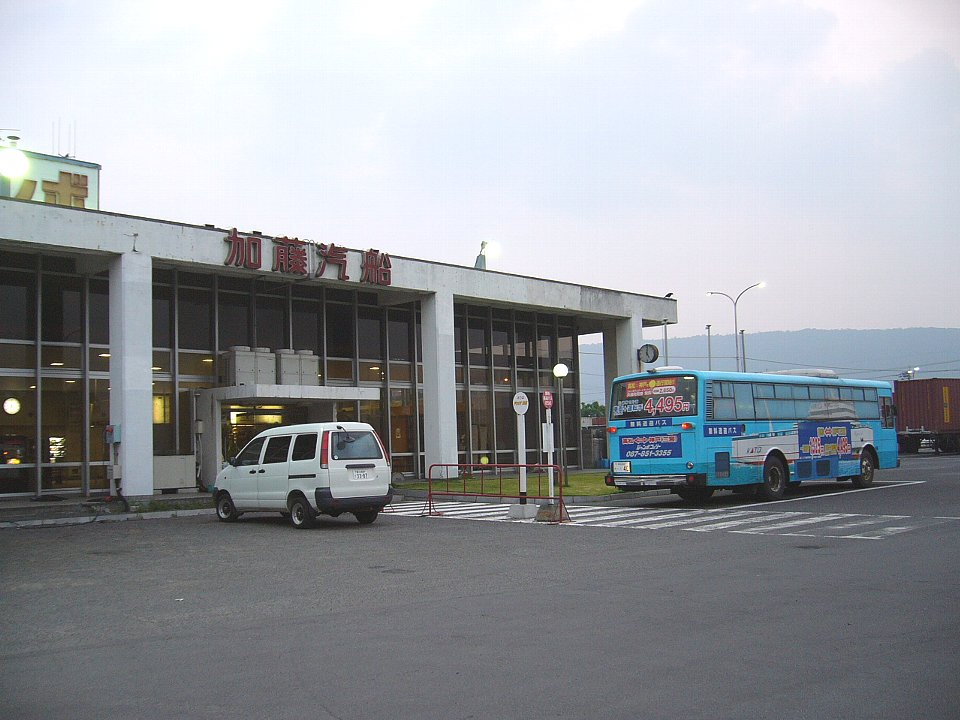
高松東港の乗船場。高松駅への送迎バスが待機する

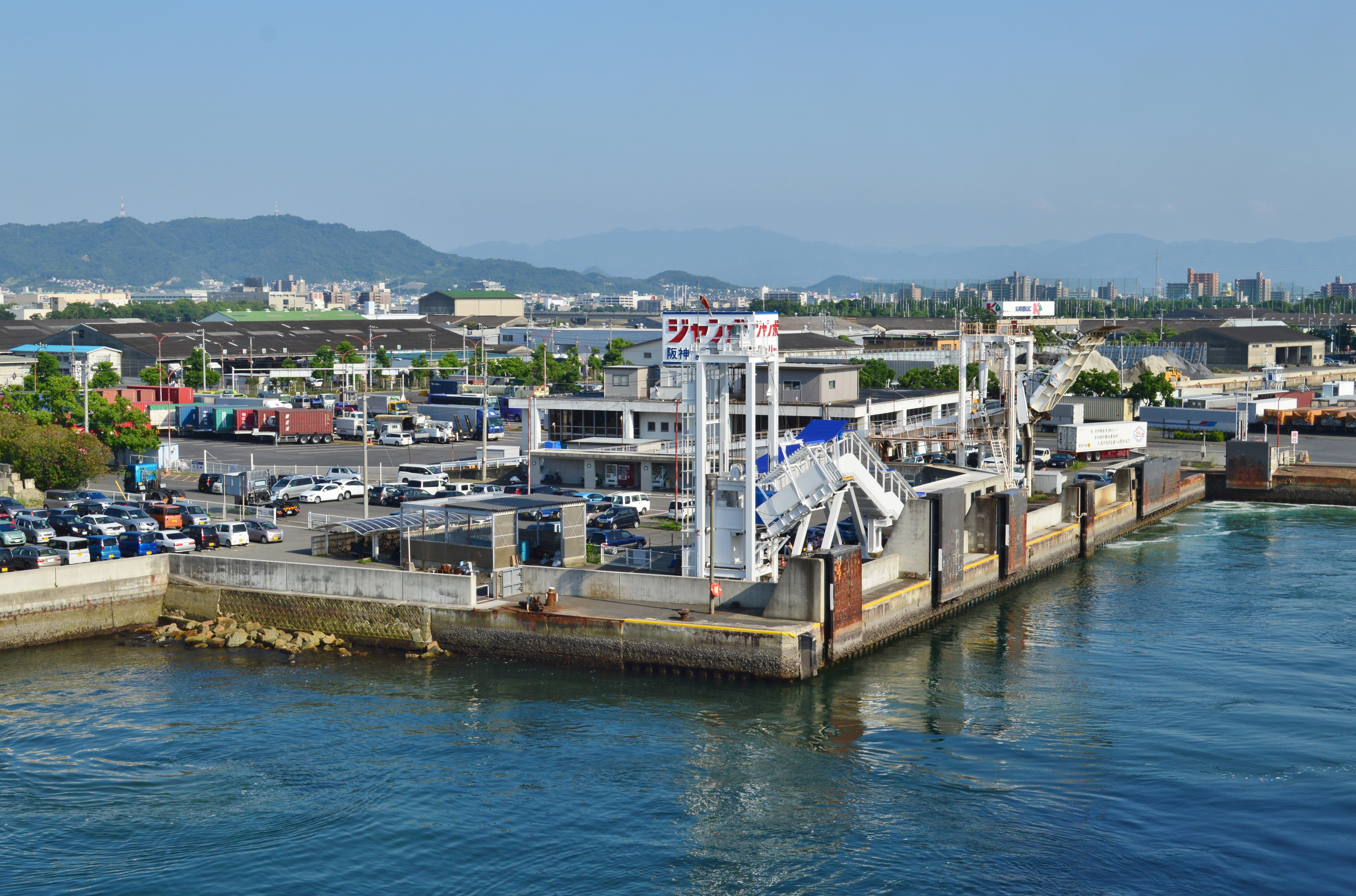
高松東港ターミナル

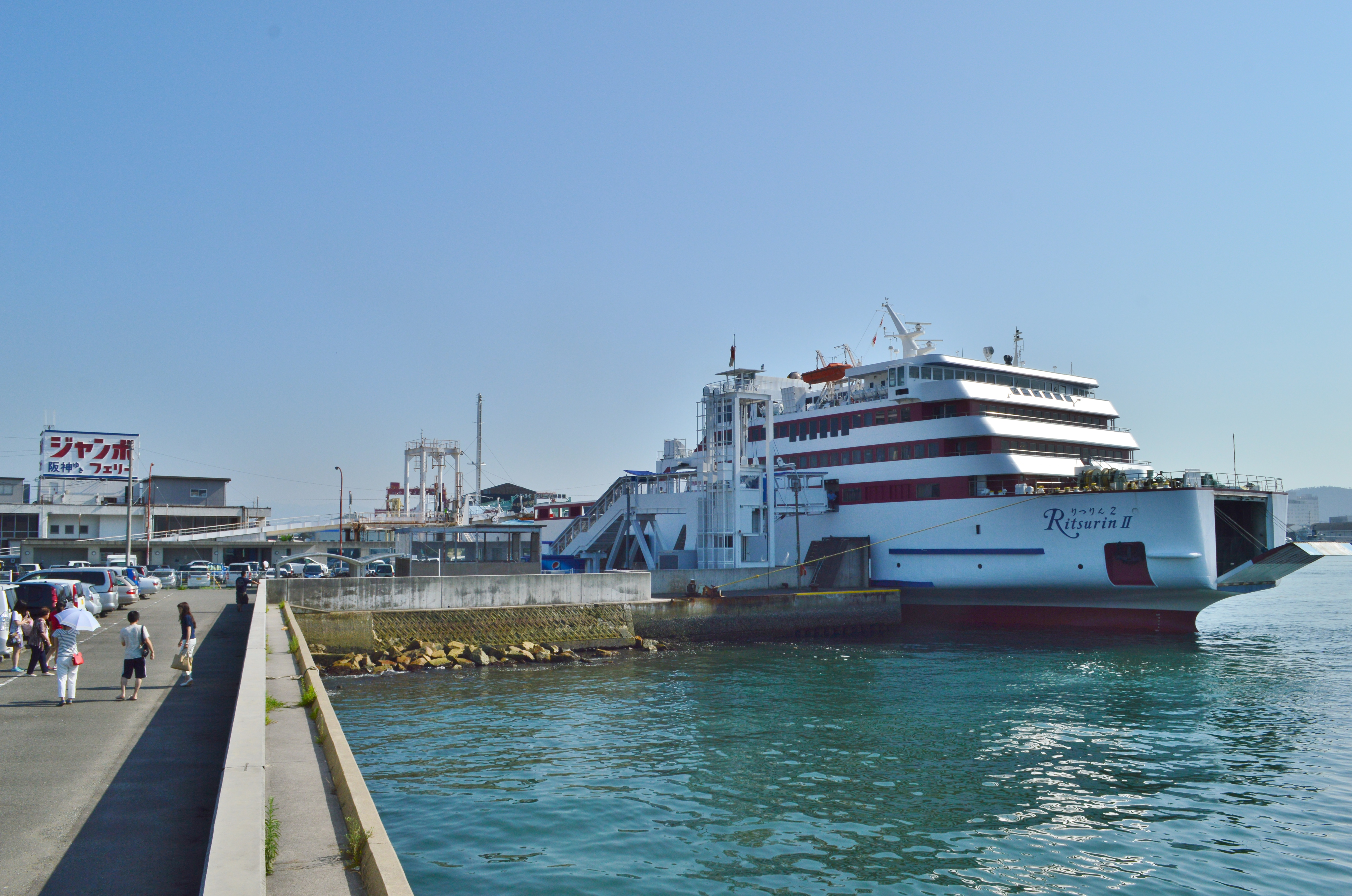
高松東港に接岸するりつりん2

  - 高松駅前バスターミナルの一般路線バスターミナル（8番のりば）から運行している。以前は高松港旅客ターミナルビルおよび、ことでん高松築港駅から出ていたが、2013年10月1日に駅前バスターミナルに高速バス専用部分が完成したのに伴い変更された。かつては自社運行であったが、現在は車両管理を含め加藤汽船系のアウトソーシング会社であるアドバンストレーディングに委託している。
  - 神戸行きの全ての便に接続しており、フェリーの出航30～65分前に高松駅前バスターミナルを出発する。
  - 自家用車両を使用していたが、2013年10月から車両はそのままでナンバーのみ営業用（特定バス）に変更された。元神戸フェリーバスの車両も使われている。
  - 2022年まで、一部の便は香川県立中央病院を経由していた。当然のことながら、高松駅前バスターミナル - 中央病院間のみの利用はできなかった。

- 徒歩
  - ことでん志度線沖松島駅より北へ約2km。
  - JR高松駅・ことでん高松築港駅から約4km。
- タクシー
  - タクシー乗り場あり。
- おもな道路接続
  - 香川県道157号高松東港線（のりば前が起点）を経てさぬき浜街道
  - 高松自動車道 高松中央インターチェンジ
- 乗船客用駐車場
  - あり（無料）

### 小豆島（坂手港）

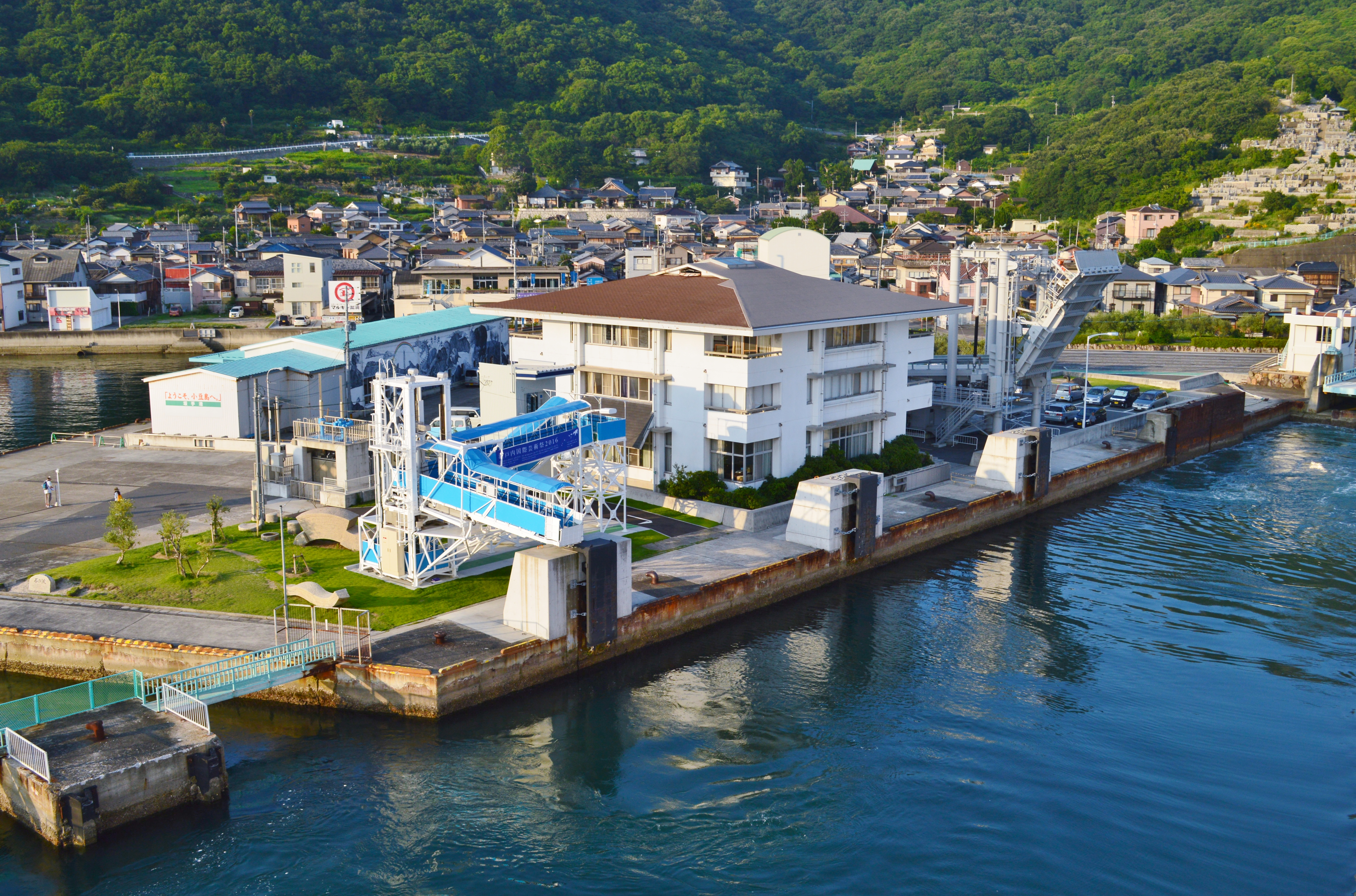
坂手港ターミナル

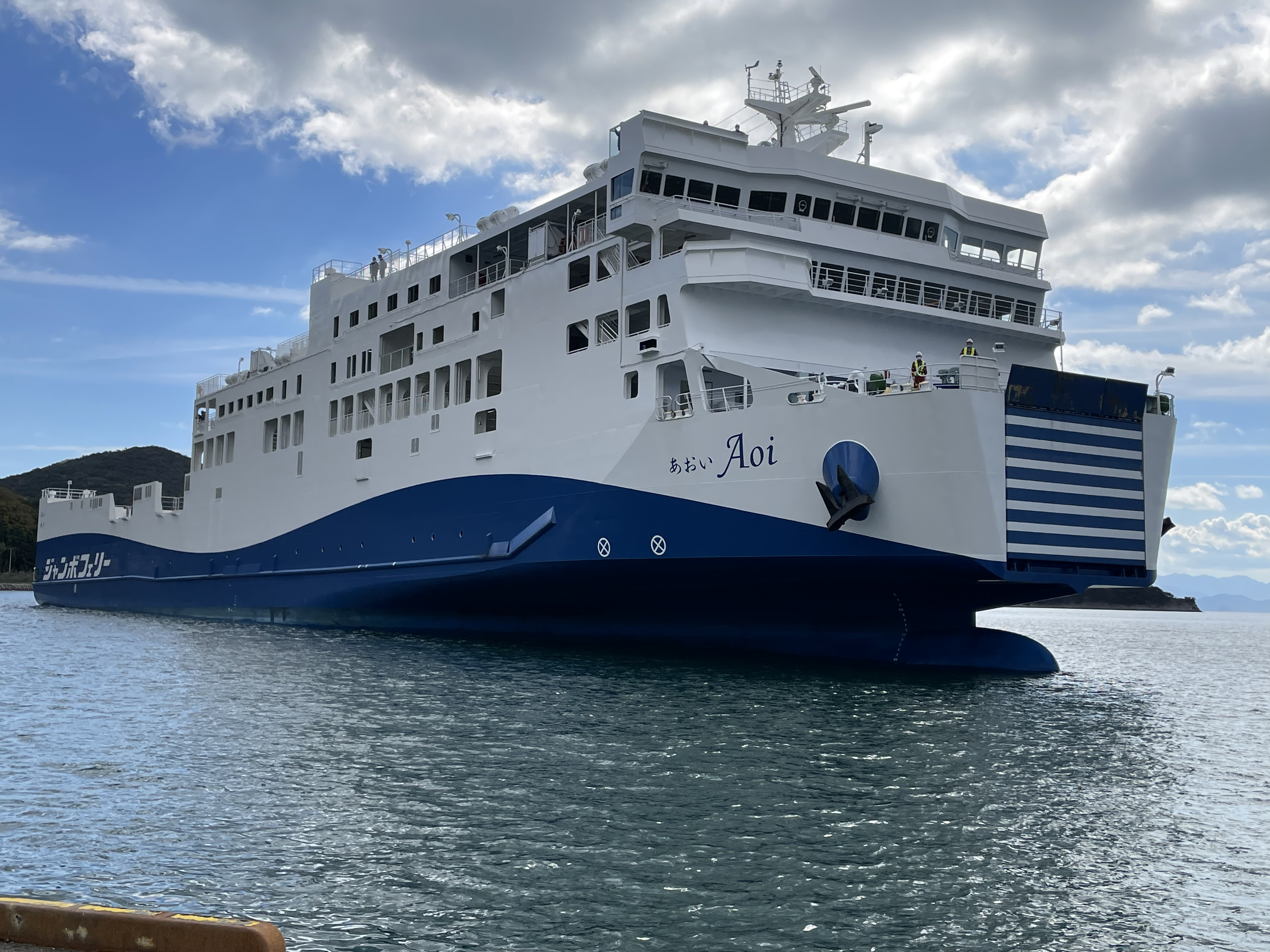
坂手港に着岸するあおい

- 小豆島オリーブバス - 坂手線坂手港下車（土庄港から約40分、二十四の瞳映画村から約15分）
- 国道436号安田（内海庁舎前）交差点から香川県道28号坂手港線を約3km

## 広報
テレビコマーシャル
TVコマーシャルは資本関係の強い瀬戸内海放送のみで放送されている。2018年現在も放送中。
- CMソング『二人を結ぶジャンボフェリー』 - 歌：早見にな[26] 作詞・作曲・編曲：森香
  - 同曲は、神戸新港第3突堤、高松東港入出港時の船内アナウンスでも使用されている[27]。
  - 2022年5月28日に内海造船で行われた「あおい」の進水式では、進水時に尾道高校の生徒によって同曲が演奏された[28]。
- 2017年12月より新CMが公開。上記の瀬戸内海放送のほか、YouTubeでも配信している[29]。

ラッピング車両
高松側で運行されている無料送迎バスは、割引運賃などの広告を大書きしたラッピングバスで運行する場合もある。なお、かつては神戸側の神戸フェリーバスでも専用のラッピングバスが運行されていたが、のちに同社の一般路線バス共通カラーとなった。

## その他
- 本航路存続のため、航路移管の受け皿として、加藤汽船を退職した従業員や有志が新会社「ジャンボフェリー株式会社」を設立した[30]。この設立に際し、従来から航路名として使用していた愛称が社名として使用された。
- 加藤汽船グループであることを強調するため、高松東港周辺道路の電柱にある広告看板には加藤汽船の社章（指矩に片仮名の「カ」）が入っている。
- 土曜ワイド劇場（テレビドラマ番組）で放送された『高橋英樹の船長シリーズ』の第8作（関西汽船・加藤汽船共同運航時代の1996年放送）は「高松 ⇔ 神戸ジャンボフェリー殺人海峡」のサブタイトルで、当時の就航船である生駒丸（2代目、関西汽船）で撮影された。高橋英樹が演じる船長は関西汽船の船長という設定だった。
- 姉妹フェリー会社として、宇高航路を運航する宇高国道フェリー（現在休止中）がある。
- グループ企業の高松エクスプレスにおいて、大阪（南海なんば駅）・神戸（神戸三宮） - 南あわじ（高速淡路志知） - 高松駅 - 国分寺バスターミナル間に高速バス（愛称：フットバス）を運行している。
- 1980年8月3日に高松・神戸間航行中の生駒丸から幼児が転落死し、周囲の子供の証言から当時小学2年生の男児が突き落としたとされた。この男児を加害者とする新聞報道がなされたことから男児は嫌がらせを受けるなどし、同年男児の母親が高松海上保安部の報道発表により名誉棄損を受けたとして国家賠償請求訴訟を提起したが敗訴[31]、翌年には死亡した幼児の両親が男児の母親を相手取って損害賠償訴訟を起こしたが、男児が突き落とした証拠はないとして1985年に請求は棄却された。この冤罪事件に巻き込まれた男児はその後報徳学園高校のラグビー部主将として活躍し、自衛官を経て日本道路公団に勤務、高速道路の点検作業後交通事故により早世、加害者側の運送会社は裁判を起こしたが敗訴した[32]。
- 1998年までコトデンバス（当時）が、高松東港まで路線バス（阪神フェリー線）を運行していた[33]。
- 2000年2月28日に機関室内で発生した火災修理のため、りつりん2が整備ドックに入渠している間[34]、神戸丸（3代目）が代船として運航された。その後、2001年5月にりつりん2は本航路に復旧したが、神戸丸も継続使用され、2002年4月までの間、1往復増便された。
- 2006年9月23日にこんぴら2が機関故障し、神戸港到着の大幅な遅延が発生。この際、乗客全員に見舞金が支払われ、徒歩客には終電を過ぎていたため自宅までのタクシーが手配された[35]。
- 2014年公開の実写映画『魔女の宅急便』に特別協賛し、コリコの町のある島を船が発着する場面でジャンボフェリーの船舶が登場している[36]。
- 小豆島出身の関取である琴勇輝を応援するため懸賞を出していたことがあり、その際の写真が船内ロビーに掲示されている。懸賞幕は「神戸から小豆島へ」と入っていた。
- 高松東港、神戸港入出港時にはオリジナル楽曲「二人を結ぶジャンボフェリー」、坂手港入出港時にはSTU48の「瀬戸内の声」が船内に放送された後、案内放送が流れる。

## かつて神戸 - 高松間を運航していた主な定期旅客航路
- ニュージャンボフェリー（1970年 -1998年）
  - 航路 : 神戸港（東神戸フェリーセンター） - 高松東港
  - 概要 : 四国フェリーと日本海運の共同運航により、神戸丸（3代目、四国フェリー）と神高丸（日本海運）の2隻を使用したフェリー航路。

※詳しくは、四国フェリーを参照。
- ジェットライン（1987年 - 2000年）・びっぐあーす（2000年 - 2006年）
  - 航路 : 大阪港（天保山） - 神戸港（中突堤） - 小豆島（坂手）・（土庄東） - 高松港
  - 概要 : 関西汽船と加藤汽船の共同運航によるジェットフォイルを使用した航路。両社の撤退後は五島産業汽船が航路を継承し、高速艇2隻を使用して運航していた。

※詳しくは、関西汽船、を参照。
- 阪神 - 高松航路（客船）
  - 航路 : 大阪（弁天埠頭） - 神戸（中突堤） - 土庄港（はぴねす2は土庄東港） - 高松港

※詳しくは、加藤汽船を参照。